# Prix Servais
Der Prix Servais ist ein Literaturpreis, der seit 1992 durch die Fondation Servais für das bedeutendste veröffentlichte Werk des Jahres in Luxemburg verliehen wird.

## Verleihungskriterien
Der luxemburgische Literaturpreis Prix Servais wird einmal im Jahr vergeben.

## Preisgeld
Der Preis ist mit 6.000 Euro dotiert.

## Preisträger
- 2022: Guy Helminger für Lärm
- 2021: Ulrike Bail für wie viele faden tief
- 2020: Francis Kirps für Die Mutationen
- 2019: Elise Schmit für Stürze aus unterschiedlichen Fallhöhen
- 2018: Nico Helminger für Kuerz Chronik vum Menn Malkowitsch sengen Deeg an der Loge
- 2017: Nora Wagener für Larven
- 2016: Jean Portante für L’architecture des temps instables
- 2015: Roland Meyer für Roughmix
- 2014: Nico Helminger für Abrasch
- 2013: Pol Greisch für De Monni aus Amerika
- 2012: Gilles Ortlieb für Tombeau des anges
- 2011: Jean Krier für Herzens Lust Spiele
- 2010: Tania Naskandy (Pseudonym von Guy Rewenig) für Sibiresch Eisebunn, Éditions Ultimomondo, Luxembourg
- 2009: Pol Sax für U5, Elfenbein Verlag, Berlin
- 2008: Anise Koltz für L'ailleurs des mots, Éditions Arfuyen, Paris
- 2007: Lambert Schlechter für Le murmure du monde, Éditions Le Castor Astral, Bordeaux
- 2006: Guy Rewenig für Passt die Maus ins Schneckenhaus? - Hundert messerscharfe Fragen (und ebenso viele glasklare Antworten), Éditions Ultimomondo, Luxembourg
- 2005: Jean-Paul Jacobs für Jenes Gedicht & Mit nichts
- 2004: Claudine Muno für Frigo, Éditions op der Lay, Luxembourg
- 2003: Jean Sorrente für Et donc tout un roman, Éditions phi, Luxembourg
- 2002: Guy Helminger für Rost
- 2001: Roland Harsch für Laub und Nadel
- 2000: Pol Schmoetten für Der Tag des Igels
- 1999: Jhemp Hoscheit für Perl oder Pica
- 1998: José Ensch für Dans les cages du vent, Éditions phi, Luxembourg
- 1997: Margret Steckel für Der Letzte vom Bayrischen Platz
- 1996: Lex Jacoby für Wasserzeichen
- 1995: Joseph Kohnen (prix spécial) für seine Verdienste um die Literatur
- 1994: Jean Portante für Mrs. Hallory ou Les mémoires d'une baleine
- 1993: Pol Greisch für Äddi Charel - Besuch - E Stéck Streisel
- 1992: Roger Manderscheid für De Papagei um Käschtebam